# Jacques Leps
Adrien Louis Jacques Leps (né le 27 septembre 1893 à Angers - 18 décembre 1983 dans le 16e arrondissement de Paris) est un militaire français et as de l'aviation de la Première Guerre mondiale, au cours de laquelle il remporte douze victoires aériennes homologuées, ainsi que deux victoires probables. Il servit à l'origine dans la cavalerie, avant d'évoluer dans l'aviation. Pendant la Seconde Guerre mondiale, il servira sous les ordres du général Armand Pinsard.

## Biographie

### Service au sein de la cavalerie
Leps entra au 9e régiment de hussards, le 9 octobre 1913 en tant que soldat de 2e classe. Il est promu au grade de brigadier, le 19 avril 1914. Le 2 août 1914, il est envoyé sur le front avec son régiment. Il va connaitre alors une série de promotions rapides. Un mois plus tard, le 5 septembre 1914, il est nommé maréchal-des-logis. Le 4 novembre 1914, il est transféré au 1er régiment de Hussards. Le 24 décembre 1914, il devient aspirant. Le 17 avril 1915, il passe sous-lieutenant.
Gravement blessé au combat dans l'entonnoir E bis du secteur du fortin de Beauséjour, le 9 juillet 1915, il est cité à l'ordre de l'armée sur proposition du Capitaine de Saint Seine commandant le 1er Escadron du 1er Hussard que commandait alors le père de Jacques Leps. Le 3 octobre 1915, il intègre l'Aéronautique Militaire en tant qu'observateur/fusillier.

### Service dans l'aviation

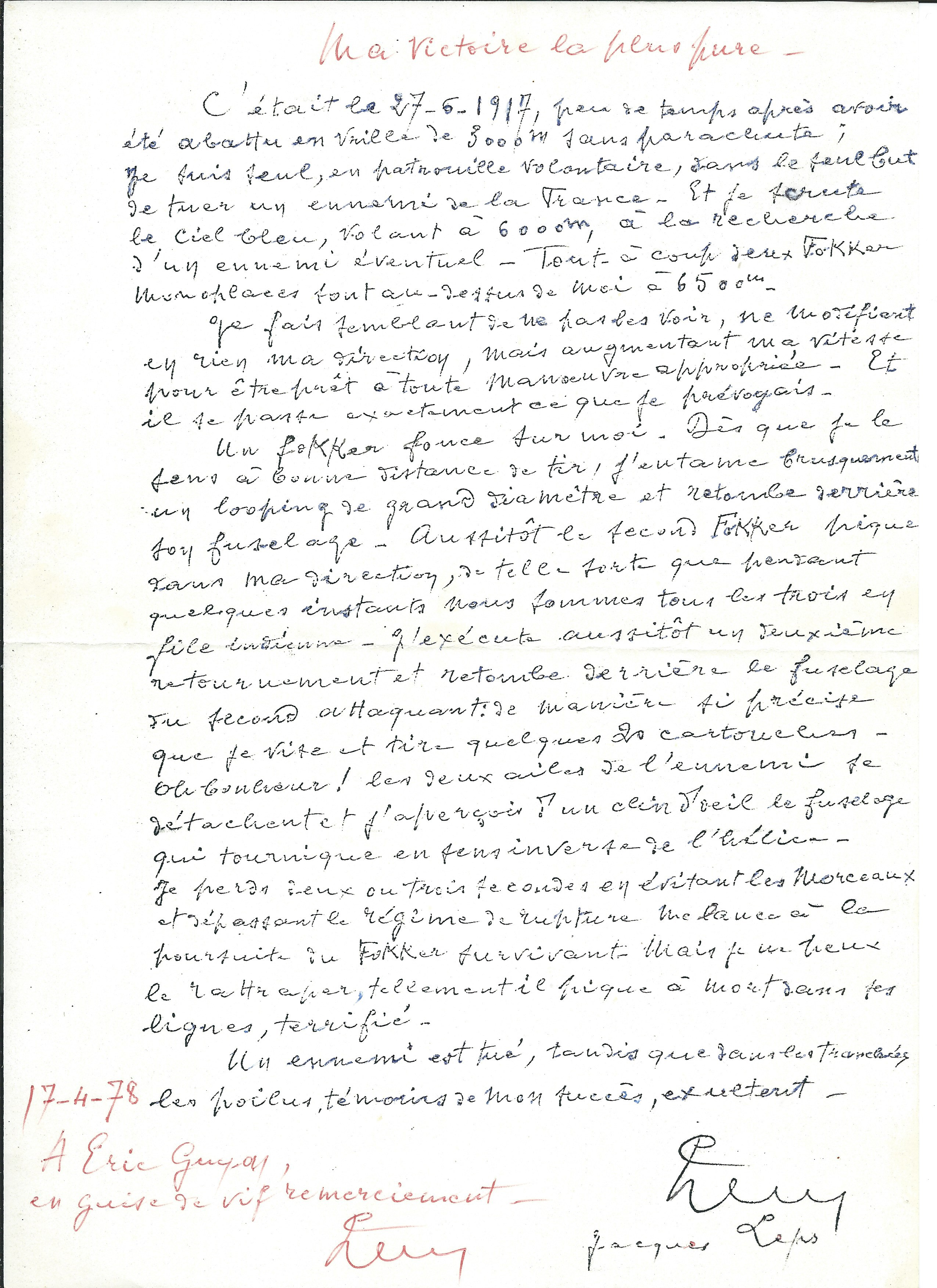
Récit de la victoire la "plus pure" du Lieutenant-colonel Leps

Dans un premier temps, Leps est affecté à l'Escadrille N67 (le 'N' signifiant que ses pilotes volaient sur des Nieuports). Le 15 juillet 1916, il est envoyé suivre sa formation de pilote à Ambérieu. Il obtient le brevet de pilote militaire no 4312 le 23 août 1916. Le 14 décembre 1916, il est affecté à l'Escadrille N81.
Jacques Leps remporte ses premières victoires aériennes le 16 mars 1917, en abattant un avion de reconnaissance allemand Albatros et un autre biplace non-identifié. Le 30 mars, il reçoit la Légion d'honneur et est cité pour ces victoires.Toutes commandes coupées par les balles ennemies, à plus de 3 000 mètres d'altitude, il s'écrase avec son appareil entre les deux tranchées de première ligne le 30 avril 1917. Il s'en sort indemne, refuse d'être évacué à l'arrière et reçoit la médaille du combattant volontaire. Le 27 juin 1917, il remporte une nouvelle victoire sur un avion allemand. Une semaine plus tard, le 4 juillet, Leps est promu lieutenant. Il remportera deux nouvelles victoires en 1917, qu'il partage avec Marcel Hugues et André Herbelin.
Le 24 février 1918, Leps est nommé commandant de l'Escadrille 81, qui reçoit pour l'occasion quatre SPADs supplémentaires. Il remporte une nouvelle victoire le 6 avril 1918. En mai 1918, il fait équipe avec Gabriel Guérin et Paul Santelli (en) pour abattre trois ballons d'observation allemands et un Albatros. Le 11 mai, il reçoit la Military Cross britannique. Le 6 juin, il partage une nouvelle victoire sur un ballon d'observation avec Pierre Cardon (en). Le 15 juin, il remporte seul sa cinquième victoire sur un ballon d'observation. Pour le récompenser de ses douze victoires, il est promu au grade de capitaine le 14 août 1918.
À la fin de la guerre, il est décoré de la Croix de Guerre avec neuf palmes, de la Légion d'honneur et de la Military Cross britannique.

### Entre-deux-guerres et Seconde Guerre mondiale
Leps reste à la tête de l'Escadrille 81 jusqu'à sa dissolution, le 31 décembre 1919.
Lorsque la Seconde Guerre mondiale éclate, il reprend du service. Il est nommé major du Groupe de Chasse No. 21 sous les ordres du général Armand Pinsard. Pour ses services, il est fait Commandeur de la Légion d'honneur, il reçoit la Croix de guerre 1939-1945, et est promu au grade de lieutenant-colonel.
Grand passionné de tennis, il est connu dans le milieu pour avoir été juge de ligne à Roland-Garros de 1928, date d'inauguration du stade, jusqu'en 1976. Il a donné son nom a la ligne qu'il a jugée, située à la droite de la chaise de l'arbitre. Il met fin à ses fonctions en 1977 quand le juge-arbitre Jacques Dorfmann lui informe que la limite d'âge a été fixée a 70 ans alors qu'il en avait 84...